# Pincé

Pincé este o comună în departamentul Sarthe, Franța. În 2009 avea o populație de 197 de locuitori.